# Edmilson de Paula Santos Filho
Edmilson de Paula Santos Filho (Mogi das Cruzes, 19 aprile 1997) è un calciatore brasiliano, attaccante del Qairat.

## Carriera
Cresciuto nei settori giovanili di União Mogi, Audax e Velo Clube, nel 2019 è approdato in Portogallo al Marco dove ha giocato nel campionato distrettuale di Porto. Autore di 12 reti in altrettante partite nella prima metà della stagione 2020-2021, nel mercato di gennaio è stato acquistato dal Länk Vilaverdense, dove ha giocato per per tre stagioni nel Campeonato de Portugal ed in Terceira Liga.
Il 28 giugno 2023 è stato acquistato a titolo definitivo dal Celje, club della prima divisione slovena, con cui vince il campionato ed esordisce nelle competizioni UEFA per club, mettendo a segno una rete in 4 presenze nei turni preliminari di Conference League; nella stagione 2024-2025 viene riconfermato in rosa, giocando 3 partite nei turni preliminari di Champions League, 2 in quelli di Europa League e 2 in quelli di Conference League, competizione in cui poi partecipa anche alla fase finale.

## Statistiche

### Presenze e reti nei club
Statistiche aggiornate al 9 aprile 2025.
| Stagione                 | Squadra                  | Campionato               | Campionato | Campionato | Coppe nazionali | Coppe nazionali | Coppe nazionali | Coppe continentali | Coppe continentali | Coppe continentali | Altre coppe | Altre coppe | Altre coppe | Totale | Totale | Totale |
| Stagione                 | Squadra                  | Comp                     | Pres       | Reti       | Comp            | Pres            | Reti            | Comp               | Pres               | Reti               | Comp        | Pres        | Reti        | Pres   | Reti   |        |
| ------------------------ | ------------------------ | ------------------------ | ---------- | ---------- | --------------- | --------------- | --------------- | ------------------ | ------------------ | ------------------ | ----------- | ----------- | ----------- | ------ | ------ | ------ |
| 2019-2020                | Marco                    | 5D                       | 6          | 3          | -               | -               | -               | -                  | -                  | -                  | TP          | 1           | 0           | 7      | 3      |        |
| 2020-gen. 2021           | Marco                    | 5D                       | 12         | 12         | -               | -               | -               | -                  | -                  | -                  | TP          | 0           | 0           | 12     | 12     |        |
| Totale Marco             | Totale Marco             | Totale Marco             | 18         | 15         |                 | -               | -               |                    | -                  | -                  |             | 1           | 0           | 19     | 15     |        |
| gen.-giu. 2021           | Länk Vilaverdense        | CdP                      | 4          | 2          | CP              | 0               | 0               | -                  | -                  | -                  | -           | -           | -           | 4      | 2      |        |
| 2021-2022                | Länk Vilaverdense        | CdP                      | 23+2       | 9          | CP              | 1               | 0               | -                  | -                  | -                  | -           | -           | -           | 24     | 9      |        |
| 2022-2023                | Länk Vilaverdense        | TL                       | 28         | 13         | CP              | 3               | 2               | -                  | -                  | -                  | -           | -           | -           | 31     | 15     |        |
| Totale Länk Vilaverdense | Totale Länk Vilaverdense | Totale Länk Vilaverdense | 57         | 24         |                 | 4               | 2               |                    | -                  | -                  |             | -           | -           | 61     | 26     |        |
| 2023-2024                | Celje                    | 1.SNL                    | 20         | 6          | CS              | 2               | 1               | UECL               | 4                  | 1                  | -           | -           | -           | 26     | 8      |        |
| 2024-2025                | Celje                    | 1.SNL                    | 21         | 4          | CS              | 4               | 3               | UCL+UEL+UECL       | 3+2+13             | 0+0+2              | -           | -           | -           | 43     | 9      |        |
| Totale Celje             | Totale Celje             | Totale Celje             | 41         | 10         |                 | 6               | 4               |                    | 22                 | 3                  |             | -           | -           | 69     | 17     |        |
| Totale carriera          | Totale carriera          | Totale carriera          | 116        | 49         |                 | 10              | 6               |                    | 22                 | 3                  |             | 1           | 0           | 149    | 58     |        |

## Palmarès

### Club

#### Competizioni nazionali
- Campionato sloveno: 1

Celje: 2023-2024
- Coppa di Slovenia: 1

Celje: 2024-2025